# Parachariesthes marshalli
Parachariesthes marshalli är en skalbaggsart som beskrevs av Stefan von Breuning 1934. Parachariesthes marshalli ingår i släktet Parachariesthes och familjen långhorningar.
Artens utbredningsområde är Kenya. Inga underarter finns listade i Catalogue of Life.